# Ghiaurov Peak
Der Ghiaurov Peak (englisch; bulgarisch Гяуров връх Gjaurow wrach) ist ein 250 m hoher und felsiger Berg auf der Livingston-Insel im Archipel der Südlichen Shetlandinseln. Im Delchev Ridge der Tangra Mountains ragt er 0,96 km südsüdöstlich des Rila Point und 2,1 km nordnordwestlich des Delchev Peak auf.
Bulgarische Wissenschaftler nahmen zwischen 2004 und 2005 Vermessungen vor. Die bulgarische Kommission für Antarktische Geographische Namen benannte ihn 2005 nach dem bulgarisch-österreichischen Opernsänger Nikolaj Gjaurow (1929–2004).